# Iran na Letnich Igrzyskach Olimpijskich 1956
Iran na Letnich Igrzyskach Olimpijskich 1956 reprezentowało 17 zawodników. Był to czwarty start reprezentacji Iranu na letnich igrzyskach olimpijskich.
Najmłodszym reprezentantem Iranu na tych igrzyskach był 21-letni sztangista – Henrik Tamraz, zaś najstarszym 38-letni sztangista – Mahmud Namdżu.

## Skład reprezentacji

### Lekkoatletyka
- Ali Baghbanbashi – Bieg maratoński mężczyzn – nie ukończył
- Nadjmeddin Farabi – Dziesięciobój mężczyzn – 12. miejsce

### Podnoszenie ciężarów
- Mahmud Namdżu – Waga kogucia – 3. miejsce (brązowy medal)
- Dżalal Mansuri – Waga lekkociężka – 4. miejsce
- Ibrahim Pajrowi – Waga średnia – 7. miejsce
- Firuz Pojhan – Waga ciężka – 4. miejsce
- Mohammad Hassan Rahnawardi – Waga półciężka – 4. miejsce
- Henrik Tamraz – Waga lekka – 5. miejsce
- Hussajn Zarrini – Waga piórkowa – 13. miejsce

### Zapasy
- Emam Ali Habibi – Styl wolny - Waga lekka – 1. miejsce (złoty medal)
- Gholam Reza Takhti – Styl wolny - Waga półciężka – 1. miejsce (złoty medal)
- Mohamed Ali Khojastehpour – Styl wolny - Waga musza – 2. miejsce (srebrny medal)
- Mohamed Mehdi Yaghoubi – Styl wolny - Waga kogucia – 2. miejsce (srebrny medal)
- Nasser Givehchi – Styl wolny - Waga piórkowa – 6. miejsce
- Hussain Noori – Styl wolny - Waga ciężka – Odpadł w eliminacjach
- Nabi Sorouri – Styl wolny - Waga półśrednia – 4. miejsce
- Abbas Zandi – Styl wolny - Waga średnia – Odpadł w eliminacjach